# David Devine
David Devine (* 20. Juni 2001 in Wishaw) ist ein schottischer Fußballspieler, der bei Alloa Athletic unter Vertrag steht.

## Karriere
David Devine wurde im Jahr 2001 in Wishaw rund 6 km östlich von Motherwell geboren. Bis zum Jahr 2019 spielte er in der Jugend des dortigen Fußballvereins. Am 18. Mai 2019, dem letzten Spieltag der Saison 2018/19 gab er im Alter von 17 Jahren sein Profidedüt. Devine wurde in der Partie der Scottish Premiership gegen den FC Livingston für Charles Dunne eingewechselt. Im Januar 2020 wurde Devine an den schottischen Zweitligisten Queen of the South verliehen.